# NHK和歌山放送局
NHK和歌山放送局（日语：／），又译NHK和歌山广播电视台，是日本放送協會位於和歌山縣和歌山市、負責主管和歌山縣當地事務的放送局。

## 频道频率
电视频道
- NHK综合频道（呼号JORP-DTV）

广播频率
- NHK调频广播（呼号JORP-FM）

## 外部連結
- NHK和歌山放送局 （页面存档备份，存于）
- nhk_wakayama的X（前Twitter）